# Club Nàutic d'Altea
El Club Nàutic d'Altea se situa al municipi d'Altea, (Marina Baixa) País Valencià.
El club gestiona pràcticament la meitat del port d'Altea, amb 360 amarratges esportius, per a una eslora màxima permesa de 30 metres. A més, el seu calat en bocana és de 5 m. La majoria de les places estan destinades a embarcacions en trànsit, per la qual cosa és un punt de destinació molt utilitzat per iots de pavelló estranger. Aquest port compta amb el distintiu de Bandera Blava des de 1988.
Així mateix, té servei de combustible, aigua, electricitat, travelift 30 tn., grua, dutxes i piscina, entre d'altres.